# Royal Amicale Anderlecht Golf Club
Royal Amicale Anderlecht Golf Club is een Belgische golfclub in Anderlecht nabij Brussel.
De golfbaan ligt in het Pajottenland aan de rand van Brussel. Het is de enige 18-holesbaan binnen de grenzen van Brussel. De baan heeft een par van 72.